# Good Hope, Alabama
Good Hope är en ort i Cullman County, Alabama, USA.